# De facelift van Urbanus
De facelift van Urbanus is het 78e album van de stripreeks De avonturen van Urbanus en verscheen in 1999 in België.
In het 45e album 'De vettige vampiers' heeft een waarzegster voorspeld dat album 78 inderdaad 'De facelift van Urbanus' zou heten. Maar op de eerste pagina van album 78 staat Cesar, die een andere titel op een bordje wil schilderen. Dan komt Urbanus eraan die het over de voorspelling heeft uit De vettige vampiers en zegt dat dit album 'De facelift van Urbanus' moet heten. Op de volgende pagina staat dan ook een verhaaltje met de titel 'De facelift van Urbanus', maar op de pagina daarna begint het echte verhaal met de titel De Relativiteitstheorie van Einstein gekorizeert door Urbanus.